# 三塘湖镇
三塘湖镇，是中华人民共和国新疆维吾尔自治区哈密市巴里坤哈萨克自治县下辖的一个乡镇级行政单位。以南北走向丘陵谷地中分布的三片水草地得名。

## 地理
位于三塘湖盆地南部，东接伊吾县，南与八墙子乡相连，西与大红柳峡乡毗邻，面积1.1万平方千米，乡政府设在中湖村。水源主要补给是盆地两侧阿尔泰山脉、莫钦乌拉山基岩山区的侧向补给。
属典型的大陆性干旱气候，降水量小、蒸发量大、空气干燥、日照时间长、昼夜温差大，夏季炎热，冬季寒冷，年降水稀少，多年平均降水量仅为34.4毫米，年均蒸发量3 794毫米，极端最高气温40.3℃，极端最低气温零下28.5℃，年平均气温8℃。光热资源丰富，全年日照时数3 785.5小时，大于10℃的有效积温3 440℃，无霜期169天。最大冻土深度1.5米。

## 歷史
清乾隆年间移民屯田形成三塘湖庄，民国时期归康乐乡管辖。1950年为北区六乡，1958年为大河公社六大队，1962年成立三塘湖人民公社，1984年设立三塘湖乡。2010年，总人口359户1 131人，其中哈萨克族82人、回族7人、蒙古族6人、壮族6人、维吾尔族3人。2015年7月24日，撤销三塘湖乡建制，设立三塘湖镇。

## 经济
经济以农业为主，用水主要取自三塘湖水库的蓄水，2010年总播种面积202.76公顷，以种植哈密瓜、饲用玉米、冷凉性大路蔬菜为主，小麦等农作物的播种时间3月下旬，收获时间7月中旬。哈密瓜播种时间4月中旬，收获时间8月上旬。天然草场4 487公顷。主要厂矿企业有吐哈石油三塘湖采油厂和华能三塘湖风电场。三塘湖有口岸公路与县城和老爷庙相连，有通往伊吾淖毛湖的公路。2010年有中心校1所，卫生院1所，卫生室4所。旅游景点有胡杨林、玛瑙滩、水库、烽火台等。

## 行政区划
三塘湖镇下辖以下地区：
中湖村、上湖村、下湖村和岔哈泉村。